# Баня Лока
Баня Лока (словен. Banja Loka) — поселення в общині Костел, регіон Південно-Східна Словенія, Словенія. Висота над рівнем моря: 552,7 м.